# Germania superior

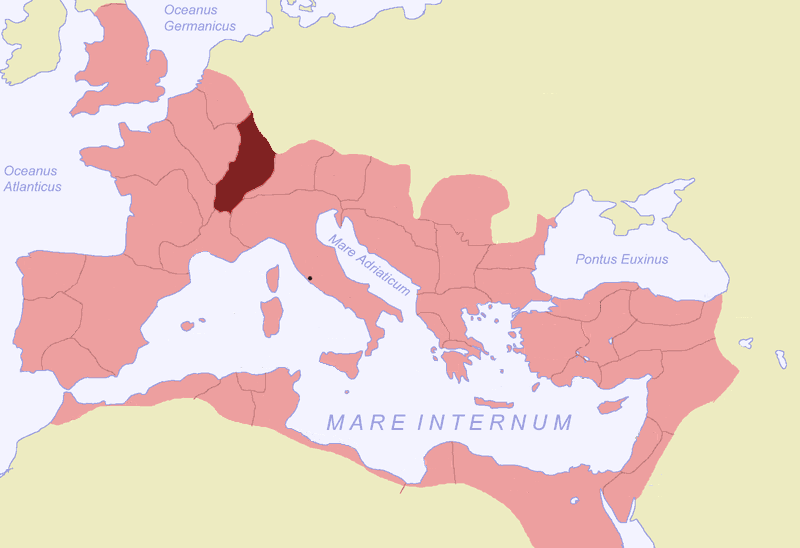
Lage der Provinz

Römische Provinzen unter Trajan (117 n. Chr.)

Germania superior („Obergermanien“) war eine römische Provinz am Oberrhein, die spätestens ab dem Jahr 90 bis zum Ende des 3. Jahrhunderts bestand, als das Gebiet in zwei Provinzen unterteilt wurde. Die römische Herrschaft am Oberrhein endete im 5. Jahrhundert. Die Germania superior, in der starke Truppenverbände stationiert waren, umfasste Teile der heutigen Schweiz, Frankreichs und des südwestlichen Deutschlands (insbesondere das Dekumatland). Die Provinz grenzte im Norden an Germania inferior („Niedergermanien“, später Germania secunda) am Niederrhein, im Westen an Gallia Belgica und Gallia Lugdunensis, im Südwesten an Gallia Narbonensis und im Südosten an Raetia. Östlich der Provinz lag Germania magna (das „freie“ Germanien). Der Statthaltersitz der Provinz befand sich in Mogontiacum, dem heutigen Mainz.

## Geschichte

### Römische Provinz
Mit den augusteischen Feldzügen ab 13/12 v. Chr. gelangten die linksrheinischen Gebiete unter römische Kontrolle. Bis zur Gründung der Provinz, die spätestens im Jahr 90 abgeschlossen war, wurde das Gebiet am Oberrhein militärisch verwaltet (exercitus superior). Vor allem im 2. Jahrhundert kam es durch rechtsrheinische Gebietserweiterungen und ein Vorschieben des Limes zu bedeutenden Vergrößerungen der Provinz (Dekumatland), die mit einer Fläche von insgesamt 93.500 km² zu den mittelgroßen Provinzen des römischen Imperiums gehörte. Die Bedeutung der Provinz lag aber nicht in ihrer Größe, sondern der Lage an einer gefährdeten Grenze des Reichs, weshalb sie stark militärisch dominiert wurde. Der Kommandeur der in Obergermanien stationierten Truppen stellte daher vor allem im 1. und 2. Jahrhundert einen erheblichen Machtfaktor dar, da er mit den Rheinlegionen relativ schnell Italien erreichen konnte. So zog 69 Vitellius, der Kommandeur des niedergermanischen Militärbezirks, im Bürgerkrieg des Vierkaiserjahres 69 nach Rom, nachdem sich die Truppen Obergermaniens ihm angeschlossen hatten, und viele Historiker nehmen an, dass Trajan im Jahr 97 nur deshalb von Kaiser Nerva zum Nachfolger bestimmt wurde, weil er zu dieser Zeit das obergermanische Heer befehligte.

### Teilung der Provinz
Zwischen 260 und 280 wurde das Dekumatland von den römischen Truppen geräumt (Limesfall) und die militärische Grenze an Rhenus (Rhein) und Danubius (Donau) zurückverlegt. Unter Kaiser Diokletian wurde in der Spätantike nach 297 die Provinz Germania superior in die Germania prima im Norden und die Maxima Sequanorum im Süden geteilt und der Diözese Gallien mit der Kaiserstadt Trier (Augusta Treverorum) unterstellt. Kaiser Valentinian I. ließ die Grenze der Provinz um 370 aufwändig durch Festungen sichern.

### Zeit der Völkerwanderung

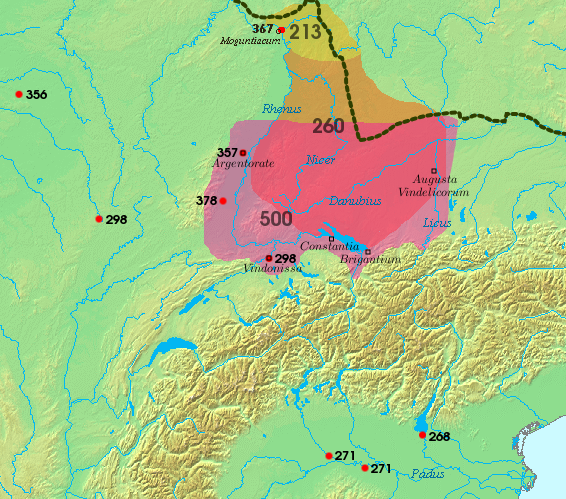
Expansion der Alamannen

406 überschritten germanische Angreifer im Zuge der Völkerwanderung den Rhein und plünderten mehrere römische Städte. Im frühen 5. Jahrhundert kontrollierten zunächst Burgunden (411–435) als foederati gemeinsam mit regulären weströmischen Einheiten das Gebiet, bis sie rebellierten und von Flavius Aëtius 436 blutig niedergeworfen wurden. Nach etwa 455 traten dann Alamannen und schließlich die merowingischen Franken die Nachfolge der römischen Herrschaft am Rhein an: Als Chlodwig I. um 482 seinem Vater als rex nachfolgte, wurde er formal zugleich administrator der Provinz Germania Prima, die sich dann schrittweise in fränkisches Kronland verwandeln sollte.

## Besiedlung

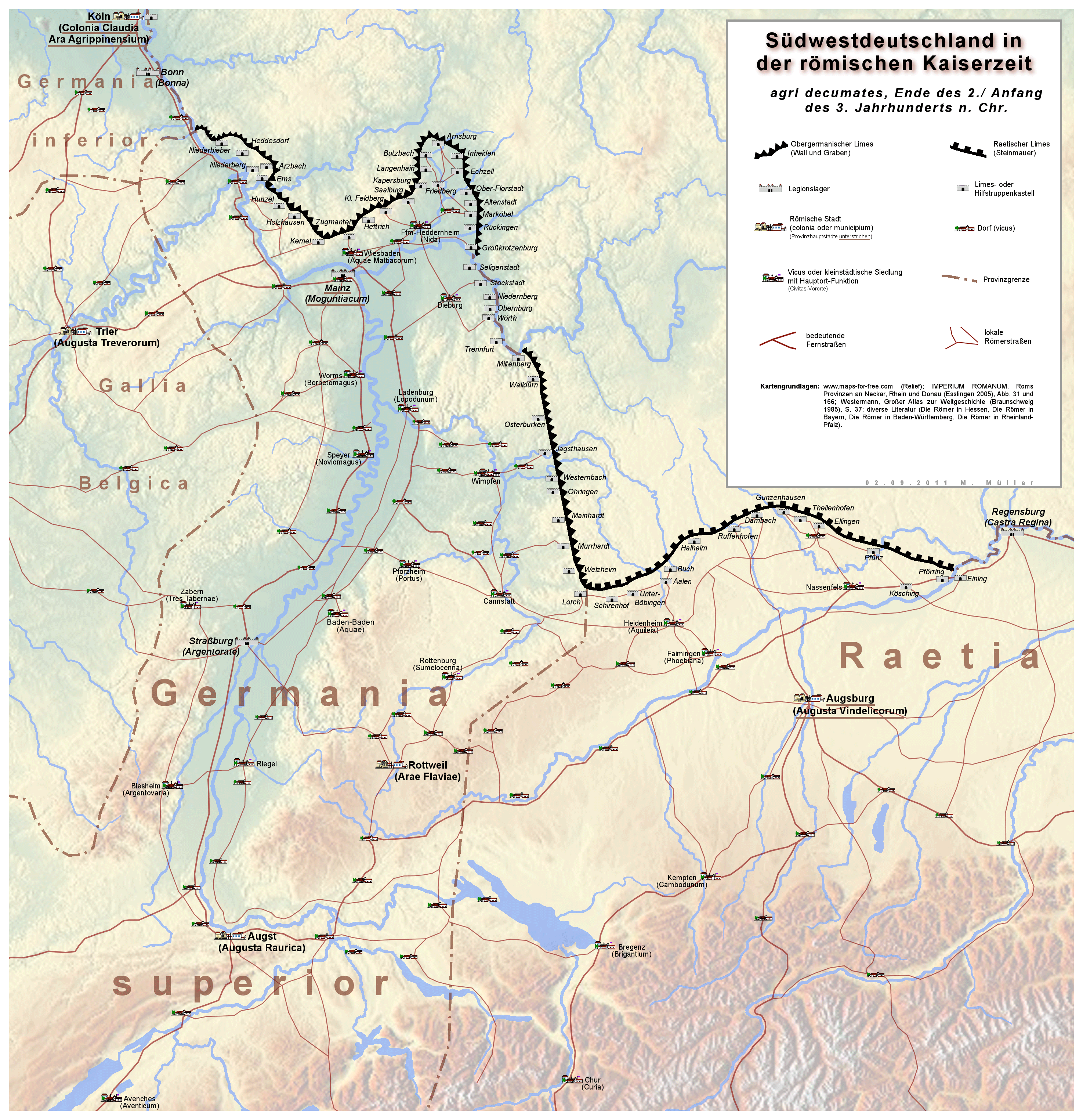
Limes und Limeshinterland in Germania superior

Aufgrund der Lage an der Grenze des Römischen Reichs waren hier zahlreiche römische Truppenverbände stationiert. Legionen waren in Mainz/Mogontiacum, Straßburg/Argentorate und zeitweise Windisch/Vindonissa stationiert, außerdem viele Hilfstruppen am obergermanischen Limes.
Neben die anfangs dominierende militärische Komponente trat in der friedlichen Zeit vom späten 1. bis zum frühen 3. Jahrhundert im Hinterland eine zivile: Eine Strukturierung in civitates (Einzahl civitas: Hauptorte mit einem zugehörigen [Stammes-]Gebiet) erfolgte. Links des Rheins stellen diese Hauptorte wie Noviomagus (Speyer) und Borbetomagus (Worms) die ältesten deutschen Städte dar. Im rechtsrheinischen Gebiet bestand diese Kontinuität weniger, da hier die römische Herrschaft nur bis in das 3. Jahrhundert währte. Einige Civitas-Hauptorte wie Nida (heute: Frankfurt-Heddernheim) waren deswegen nicht bis in das Mittelalter kontinuierlich besiedelt, während in anderen Hauptorten wie Dieburg, Wiesbaden oder Ladenburg eine Siedlungskontinuität (wenngleich unter einfacheren Umständen) wahrscheinlich ist.
Neben den Hauptorten und den militärischen Lagern gab es kleinere zivile Siedlungen (vici) wie Altiaia (Alzey), Eisenberg, Rockenhausen, Groß-Gerau oder Heldenbergen. Diese verfügten über keinen eigenen Rechtsstatus und waren der übergeordneten Civitas-Verwaltung zugeordnet. Oft lagen sie an Straßenkreuzungen oder hatten einen gewerblichen Charakter. Dominierend war die Besiedlung durch zahlreiche römische Landgüter (villae rusticae), von denen einige einen beträchtlichen Luxus aufwiesen. Beispielhaft kann dies etwa im Römischen Freilichtmuseum Hechingen-Stein besichtigt werden. Die Provinz profitierte von der Anwesenheit des römischen Heeres, da die kaiserlichen Soldaten über eine erhebliche Kaufkraft verfügten und die Truppen zudem überwiegend von der regionalen agrarischen Produktion abhängig waren; für diese waren vornehmlich die villae rusticae zuständig. Jenseits der römischen Städte und Landgüter blieb die alte germanische Bevölkerung meist ansässig, im Dekumatland, in das zahlreiche Einwanderer strömten, lebte eine keltisch-germanische Mischbevölkerung.

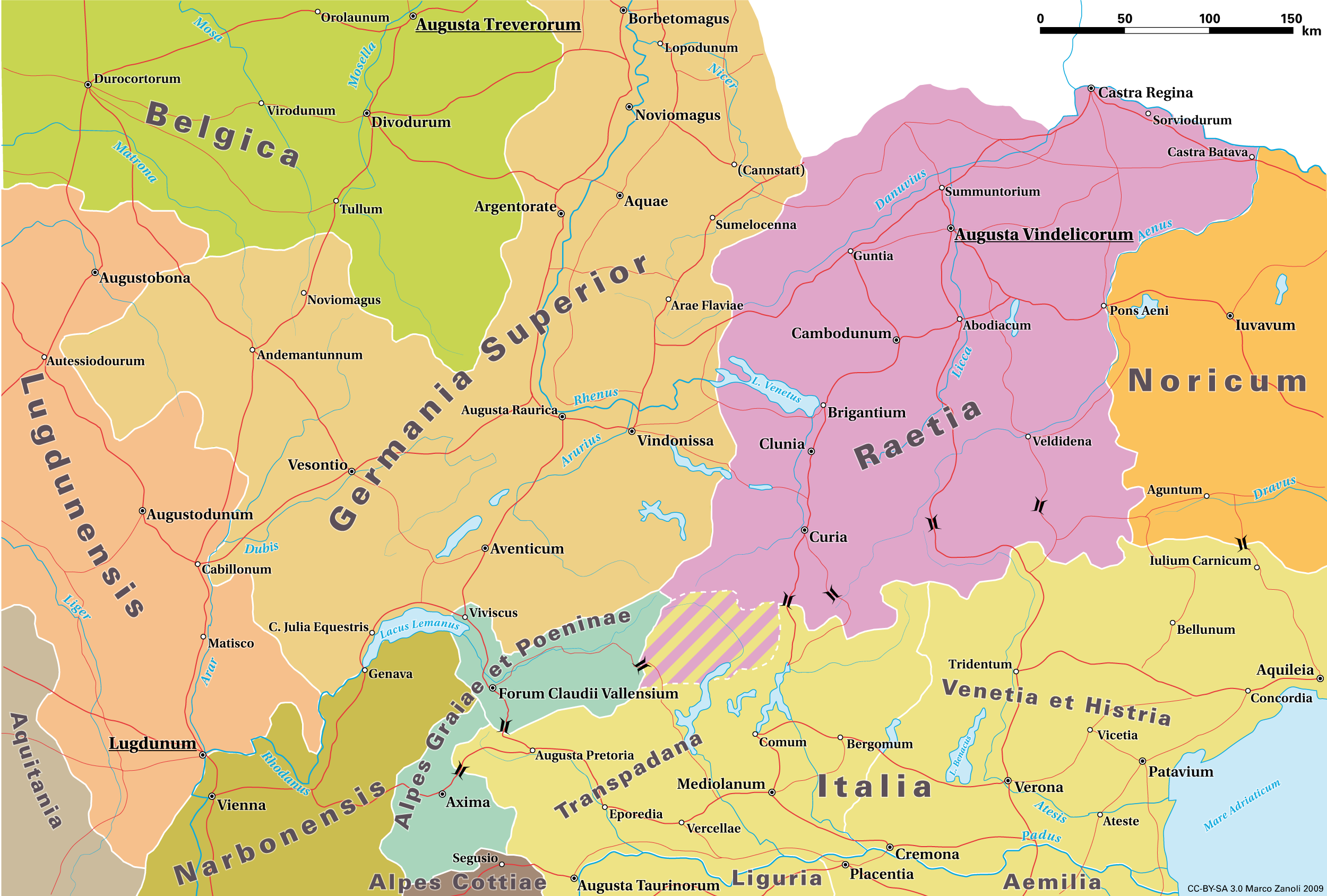
Germania superior und Nebenprovinzen ca. 150 n. Chr.

Die folgenden obergermanischen civitates sind derzeit bekannt:
- Civitas Ulpia Sueborum Nicretum (nach den Neckarsueben), Hauptort Ladenburg (Lopodunum);
- Civitas Alisinensium, Hauptort Wimpfen;
- Civitas Aurelia G... Hauptort Neuenstadt am Kocher;
- Civitas Sumelocennensis, Hauptort Rottenburg (Sumelocenna);
- Civitas Aquensis, Hauptort Baden-Baden (Aquae);
- Civitas Vangionum, Hauptort Worms (Borbetomagus);
- Civitas Nemetum, Hauptort Speyer (Noviomagus);
- Civitas Mattiacorum, Hauptort Wiesbaden (Aquae Mattiacorum);
- Civitas Taunensium, Hauptort Frankfurt-Heddernheim (Nida);
- Civitas Auderiensium, Hauptort Dieburg (Med... oder V(---) V(---), Rest des Namens in beiden Fällen unbekannt)
- Civitas Helvetiorum, Hauptort Avenches (Aventicum)
- Civitas Sequanorum, Hauptort Besançon (Vesontio)
- Civitas Tribocorum, Hauptort Brumath (Vrocomagus)
- Civitas Lingonum, Hauptort Langres (Andematunnum)
- Civitas Rauricorum, Hauptort Biesheim (Argentovaria)

Erwähnenswerte Vici:
- Centum Prata (Kempraten)
- Turicum (Zürich)
- Vitudurum (Winterthur)
- Tabernae (Rheinzabern)

Als einzige bekannte Siedlungen erreichten Augst (Augusta Raurica), Nyon (Iulia Equestris) und (ab 70) Avenches (Aventicum) den höheren Status einer Kolonie, Rottweil (Arae Flaviae) den  eines Municipiums. Zu welcher civitas die Provinzhauptstadt Mainz (Mogontiacum) gehörte, ist wie der Rechtsstatus der Stadt selbst bislang unbekannt. Es wird darüber spekuliert, ob die im Umfeld siedelnden Aresaken (ein Teilstamm der Treverer) eine eigenständige civitas bildeten, oder ob das Gebiet um Mainz unter militärischer Verwaltung war und damit direkt dem Statthalter unterstand. Wie die Gebiete im nördlichsten Teil der Germania superior – dem Bereich um Koblenz (Confluentes) – verwaltungstechnisch gegliedert waren, ist ebenfalls unbekannt.